# Christian Sievers

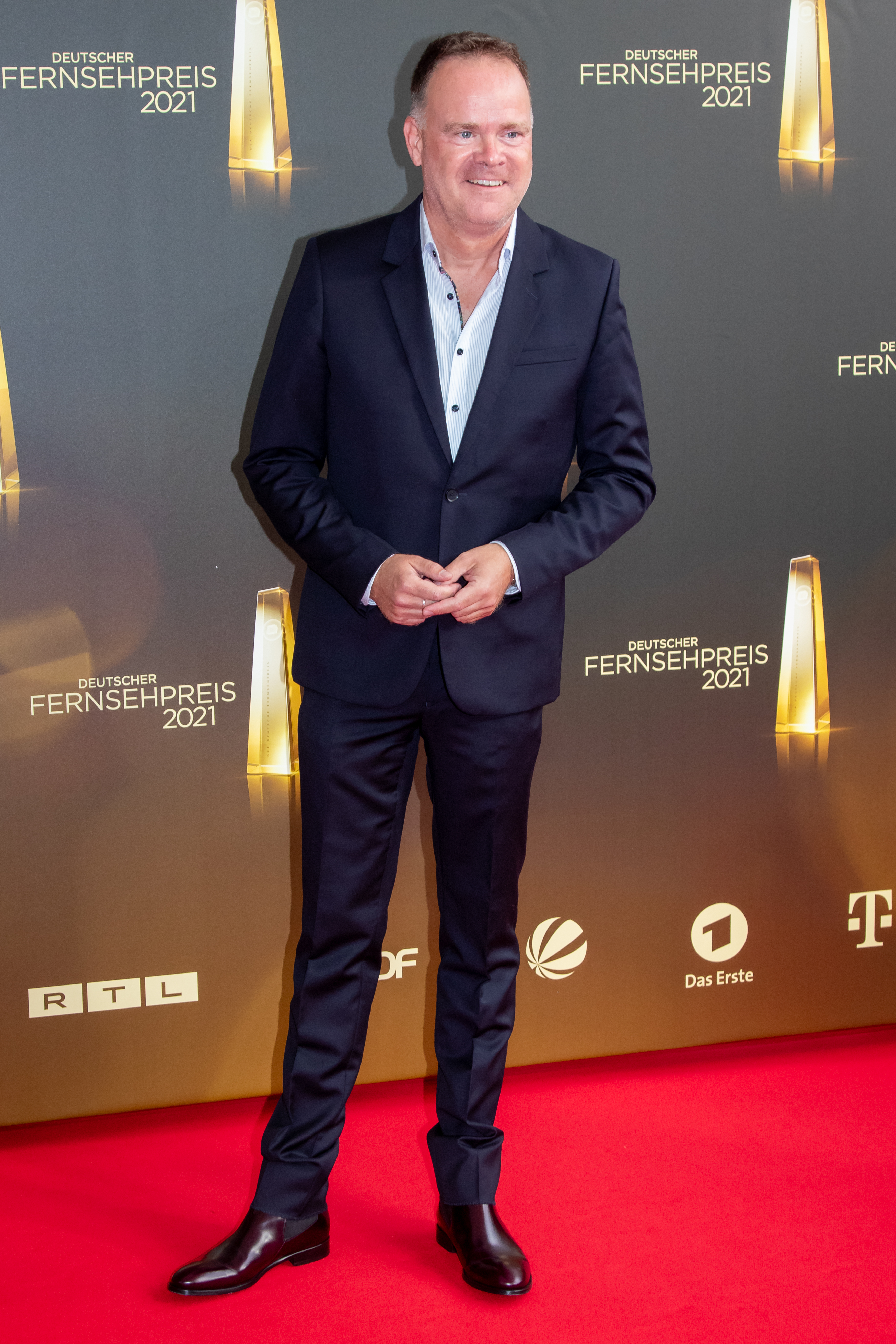
Christian Sievers (2021)

Christian Sievers (* 10. Dezember 1969 in Offenbach am Main) ist ein deutscher Journalist und Fernsehmoderator.

## Leben und Karriere
Sievers studierte nach seinem Abitur 1989 Rechtswissenschaften in Berlin und Freiburg im Breisgau. Er arbeitete während seines Studiums als Reporter beim RIAS Berlin (1989–1991) und war Moderator und Reporter beim Südwestfunk in Freiburg (1991–1993) und Moderator und Redakteur bei SWF3 in Baden-Baden (1993–1996). 1995 absolvierte er das Erste Juristische Staatsexamen. Als Stipendiat der Carl-Duisberg-Gesellschaft arbeitete Sievers in den Jahren 1996/97 in den Vereinigten Staaten bei ABC-TV in New Haven, Connecticut.
Seit 1997 ist Christian Sievers als Moderator und Redakteur beim Zweiten Deutschen Fernsehen (ZDF) tätig. Dort war er von 1998 bis 2000 Moderator und Redakteur bei den Sendungen heute, heute mittag und TOP 7. Von 1997 bis 2009 moderierte Sievers dort außerdem das ZDF-Morgenmagazin.
In den Jahren 2008 und 2009 präsentierte Sievers im Rahmen der Wahlberichterstattung des ZDF an der Seite von Bettina Schausten die Hochrechnungen und Wahlergebnisse der Forschungsgruppe Wahlen als Nachfolger von Steffen Seibert.
Für das ZDF berichtete Sievers als Reporter unter anderem aus Israel, dem Kosovo und Bosnien und war bei aktuellen Ereignissen, wie beispielsweise den Terroranschlägen vom 11. September 2001 und der Tsunami-Katastrophe 2006 in Südostasien, als Live-Reporter vor Ort im Einsatz.
Von Oktober 2009 bis August 2014 war Sievers Leiter des ZDF-Auslandsstudios Tel Aviv. Im Januar 2013 hat er Maybrit Illner im ZDF heute-journal als Moderator abgelöst, bevor er ins ZDF-Sendezentrum nach Mainz wechselte und dort vom 8. September 2014 bis zum 30. September 2021 Moderator der heute-Hauptausgabe um 19 Uhr als Nachfolger von Matthias Fornoff war.
Seit Januar 2022 ist Sievers Hauptmoderator im heute-journal. Er löste als Nachfolger Claus Kleber ab. In der 19-Uhr-heute-Ausgabe folgte ihm Mitri Sirin nach. Für seine Moderation bezieht Sievers ein Brutto-Honorar von 350.000 Euro jährlich (Stand: 2024).
Am 7. Mai 2024 moderierte er die Sendung Wie geht’s Deutschland? im ZDF.

## TV-Auftritte
- 2014; 2017: Markus Lanz
- 2016; 2018; 2020–2024: Wer weiß denn sowas?
- 2018: Kölner Treff
- 2018: Quizduell
- 2019: Ich weiß alles!
- 2019; 2022: Klein gegen Groß
- 2020: Da kommst Du nie drauf!
- 2024: Der Quiz-Champion

## Ehrungen
- 2009: Deutscher Fernsehpreis für die beste Moderation Information (gemeinsam mit Bettina Schausten)
- 2013: Deutscher Fernsehpreis für die beste Informationssendung (Publikumspreis für das „heute journal“)

## Werke
- Grauzonen. Geschichten aus der Welt hinter den Nachrichten. Rowohlt Polaris, Reinbek bei Hamburg 2017, ISBN 978-3-499-63334-8.